# James Thompson (pilota automobilistico)
James Thompson (York, 26 aprile 1974) è un pilota automobilistico britannico, vincitore due volte nel BTCC nel 2002 e 2004 e nel Coppa europea turismo 2009 e 2010.

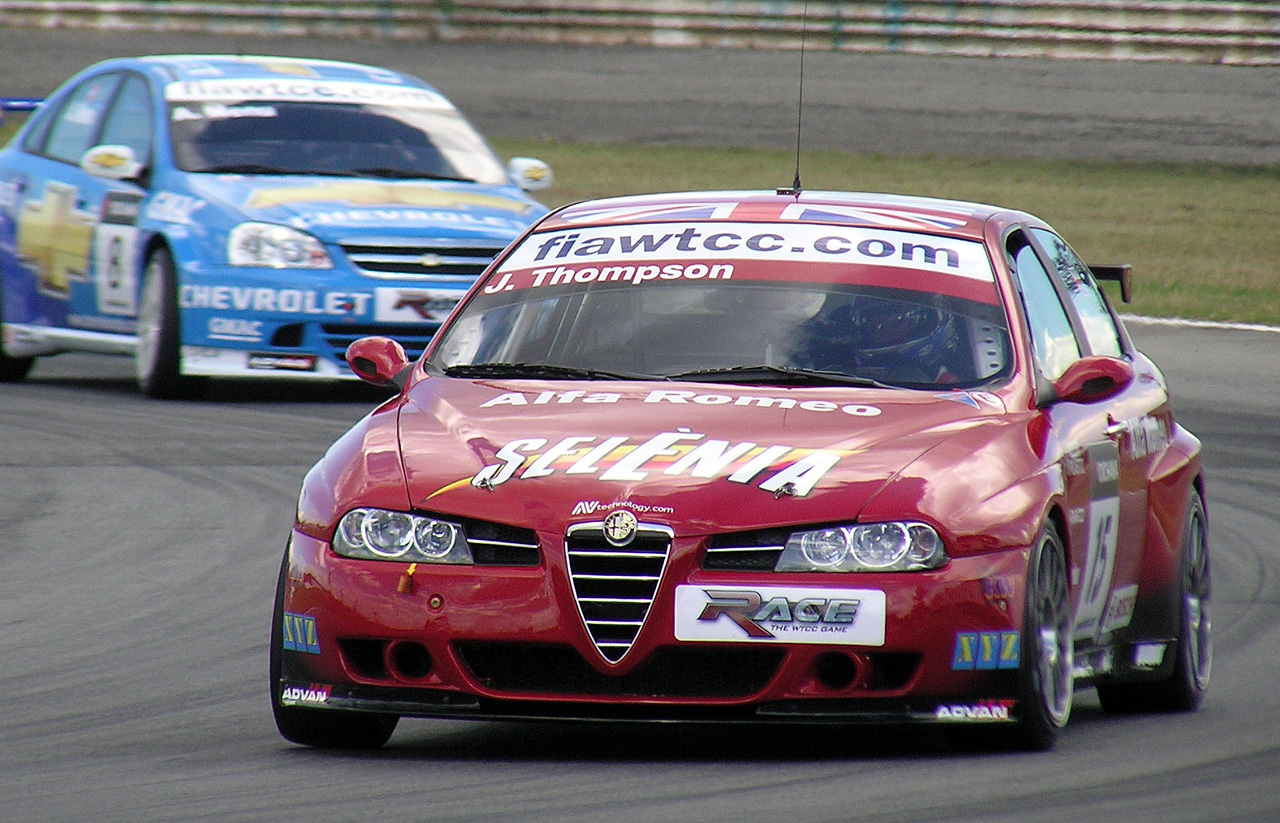
James Thompson Alfa Romeo 156 S2000 del team N Technology al WTCC 2007

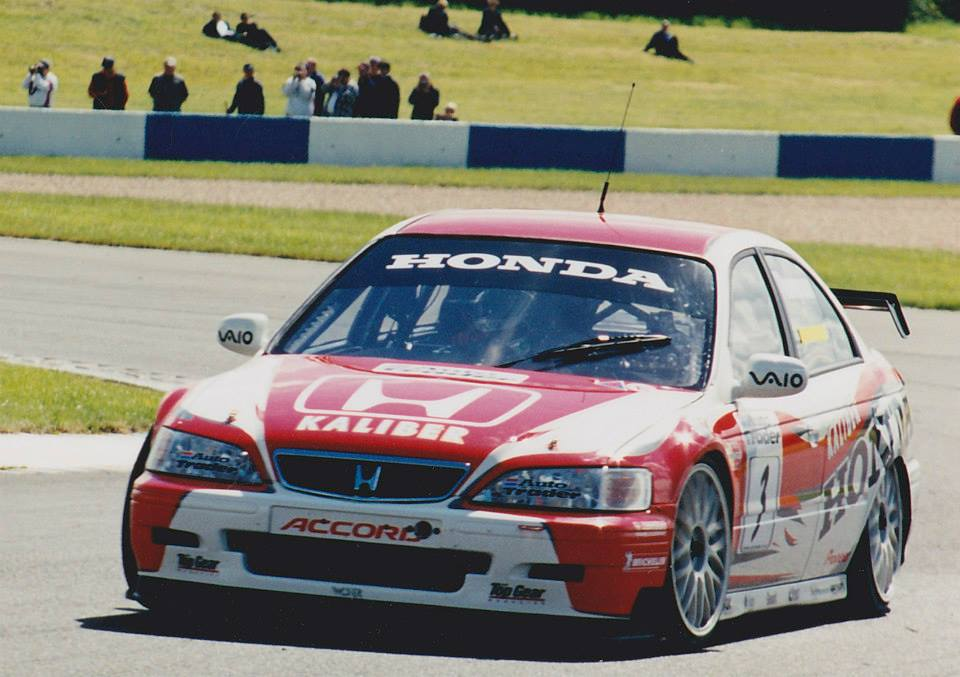
James Thompson su Honda Accord al BTCC 1999

Nato a York nel 1974, ha gareggiato tra gli anni 90 e 2000 soprattutto nella categoria turismo; nella sua carriera ha preso parte a quattordici edizioni del BTCC tra il 1994 e il 2011, vincendone due. Inoltre ha preso parte a vari campionati, tra cui il Super Tourenwagen Cup, Deutsche Tourenwagen Masters, European Touring Car Championship, World Touring Car Championship, Scandinavian Touring Car Championship, V8 Supercar e Bathurst 1000.

## Palmarès
- British Touring Car Championship: 2
2002 e 2004 su Vauxhall Astra Coupé
- Coppa europea turismo: 2
2019 e 2010 su Honda Accord Euro R

## Riconoscimenti
- Autosport National Racing Driver of the Year 2004[2]